# ۷۲۵ (خورشیدی)
۷۲۵ هفتصد و بیست و پنجمین سال هجری خورشیدی است.